# Lovendegem
Lovendegem ist ein Ortsteil der belgischen Gemeinde Lievegem in der Region Flandern mit 9574 Einwohnern (Stand 1. Januar 2018). Bis zum 1. Januar 2019 war Lovendegem eine eigenständige Gemeinde mit dem Hauptort Lovendegem und dem kleineren Ortsteil Vinderhoute.
Gent liegt 8 km südöstlich, Brügge 30 km nordwestlich und Brüssel etwa 58 km südöstlich.
Die nächsten Autobahnabfahrten befinden sich bei Gent und Nevele an der A10/E 40. In Evergem-Sleidinge und Nevele-Landegem befinden sich die nächsten Regionalbahnhöfe.

## Persönlichkeiten
- François Camille Van Ronslé (1862–1938), römisch-katholischer Ordensgeistlicher, Apostolischer Vikar von Léopoldville
- Gustave Van Belle (1912–1954), Radrennfahrer

## Weblinks

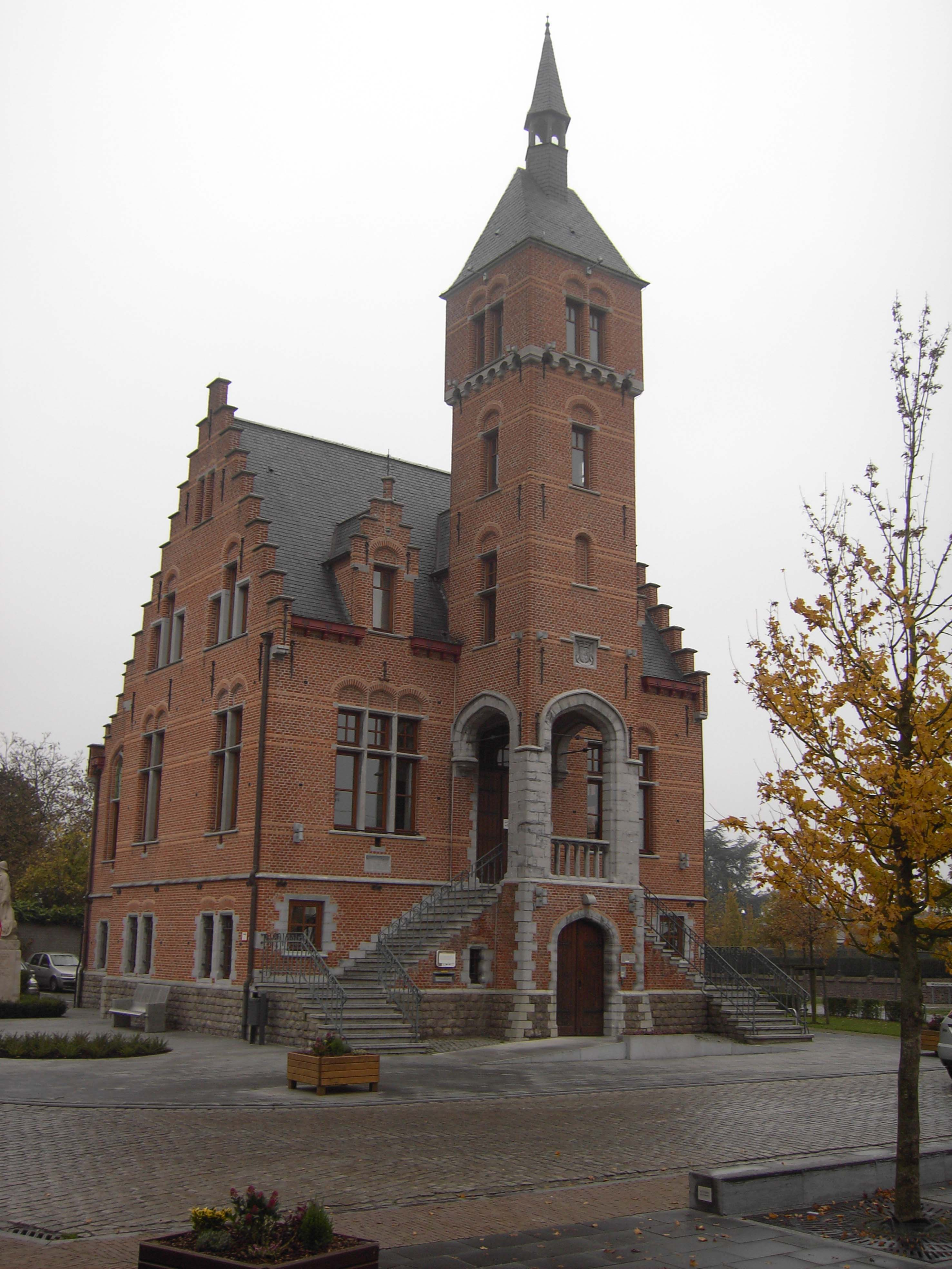
Ehemaliges Gemeindehaus von Lovendegem

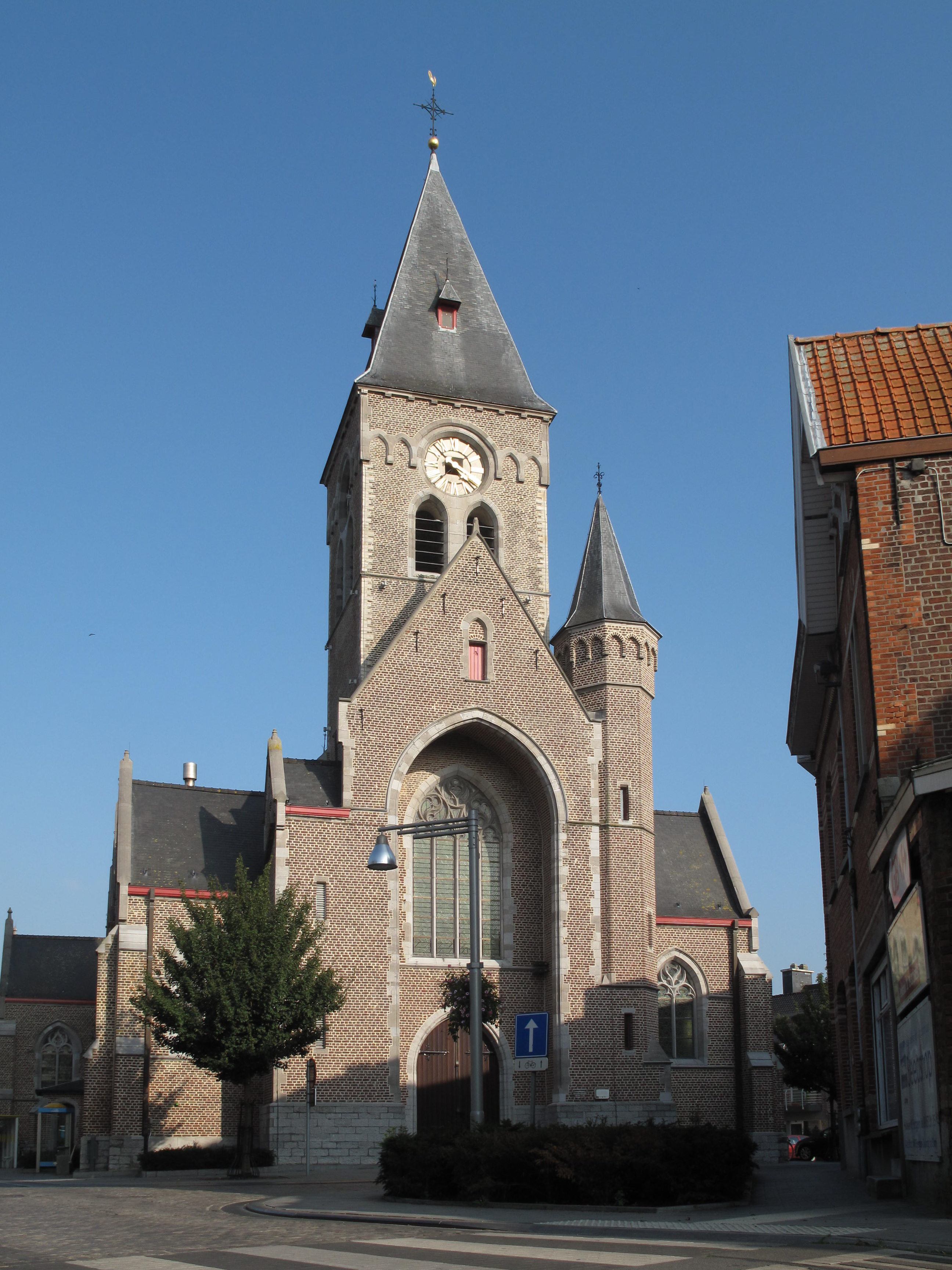
Kirche Sint Martinuskerk